# Mezquita de Dolmabahçe
La Mezquita de Dolmabahçe es una mezquita situada en Estambul, Turquía. Fue encargada por la reina madre Bezmiâlem Sultan.

## Historia
La construcción de la mezquita fue respaldada originalmente por Bezmiâlem Sultan. Después de su muerte, el sultán Abdülmecit I, su hijo, continuó financiando la construcción de la mezquita. Tras su finalización en 1855, abrió sus puertas para servicios de oración.

## Galería de imágenes

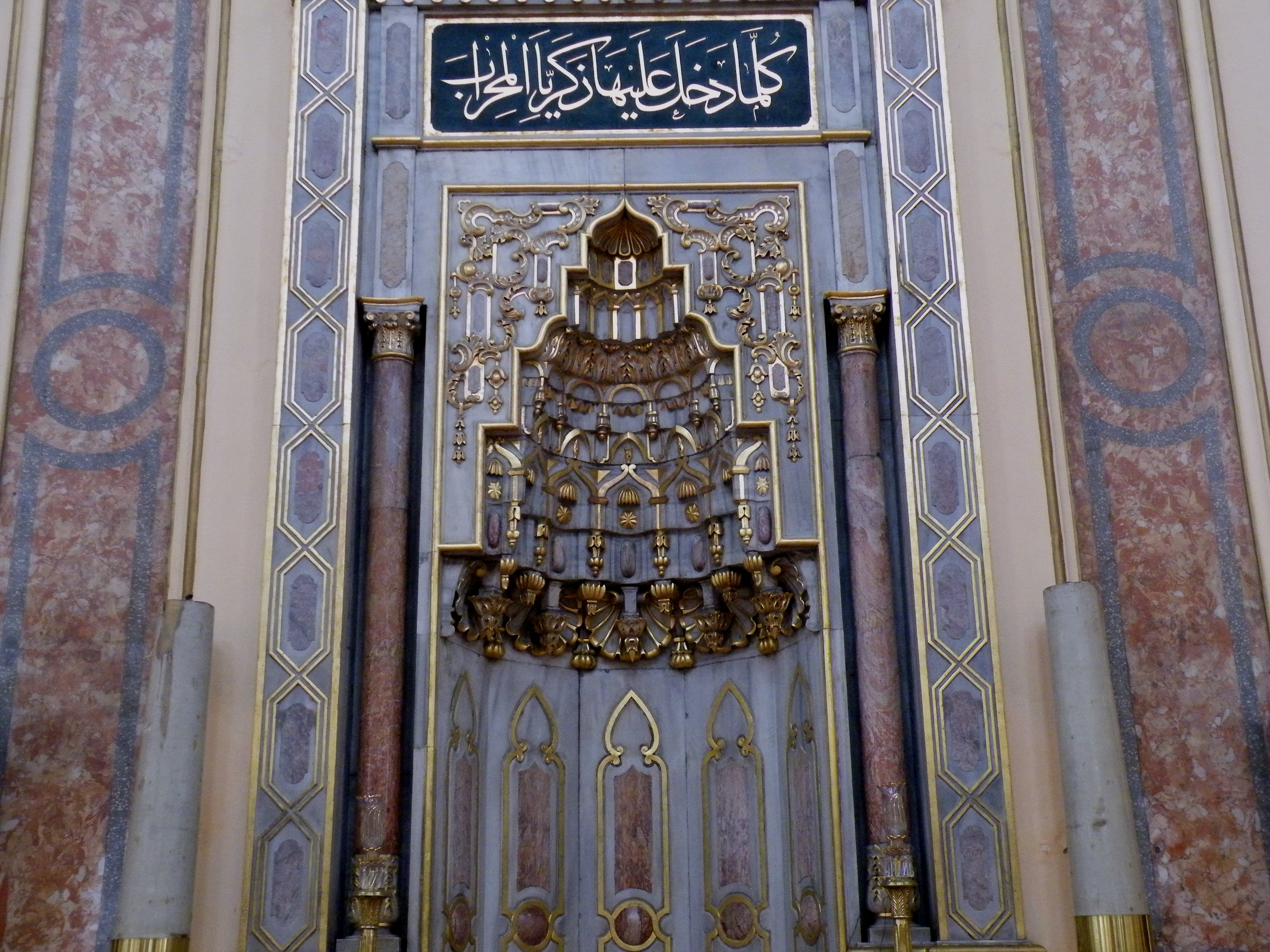
Detalle del mihrab de la Mezquita de Dolmabahçe.
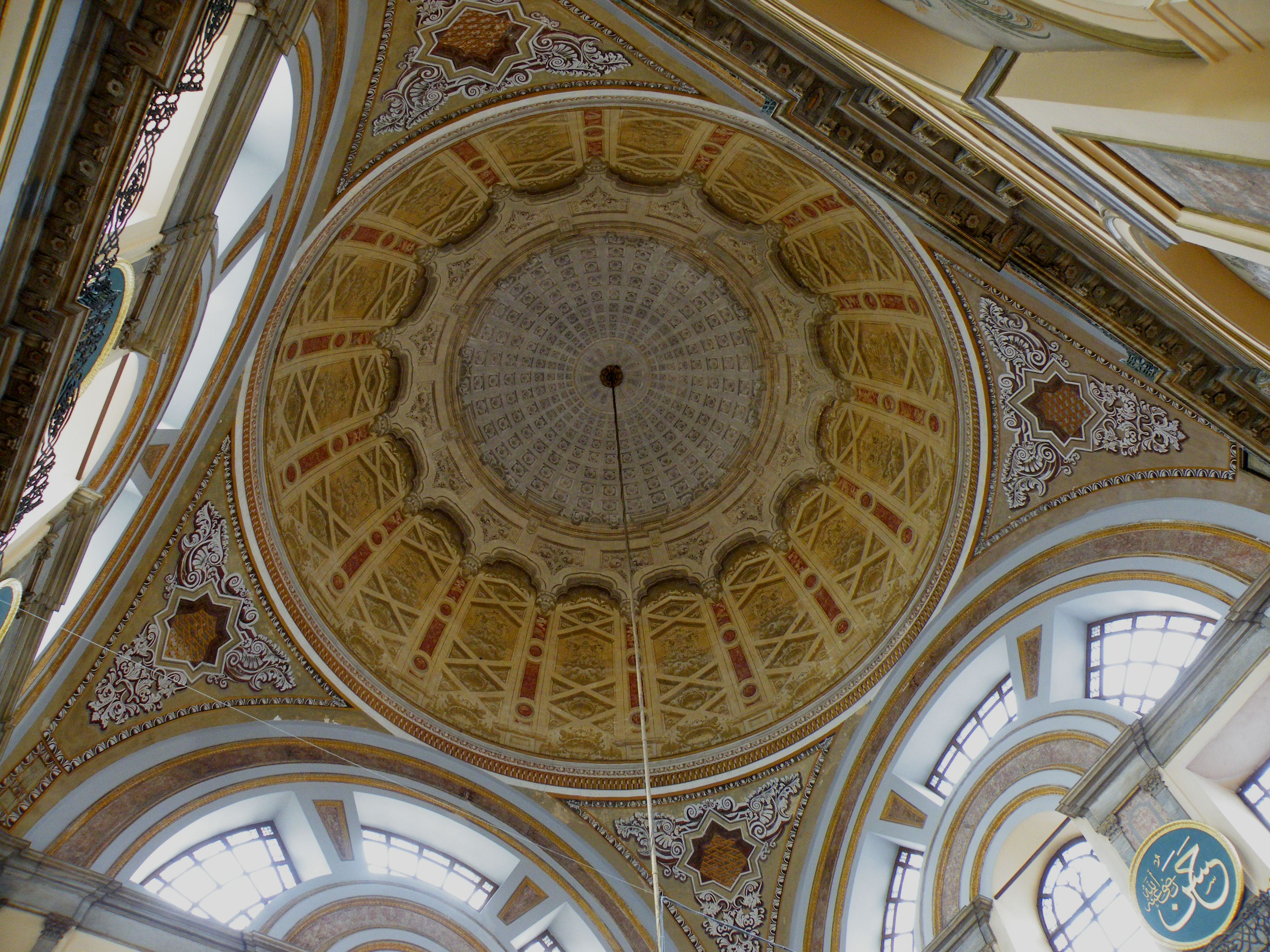
La cúpula de la Mezquita de Dolmabahçe.
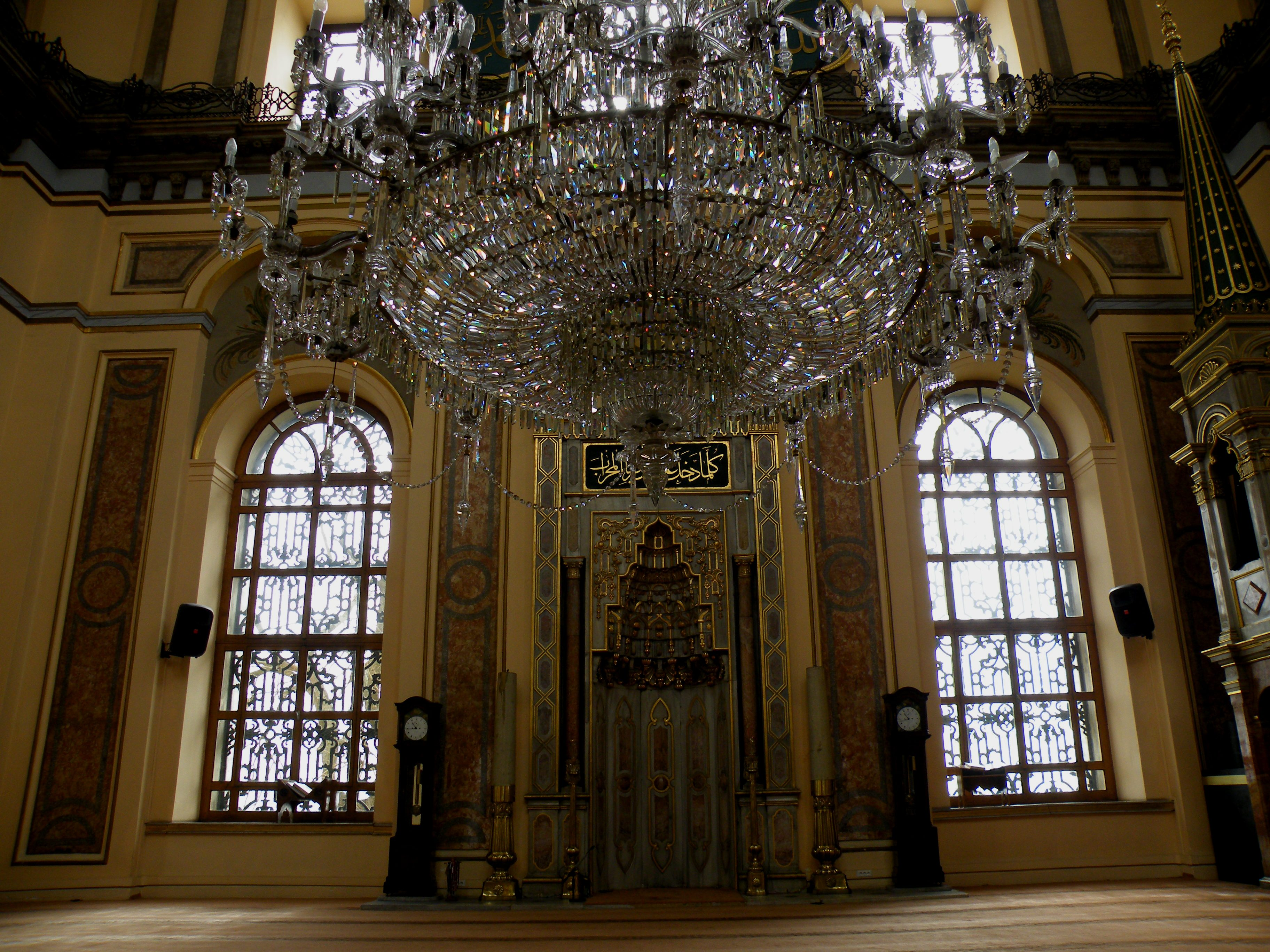
El mihrab de la Mezquita de Dolmabahçe.
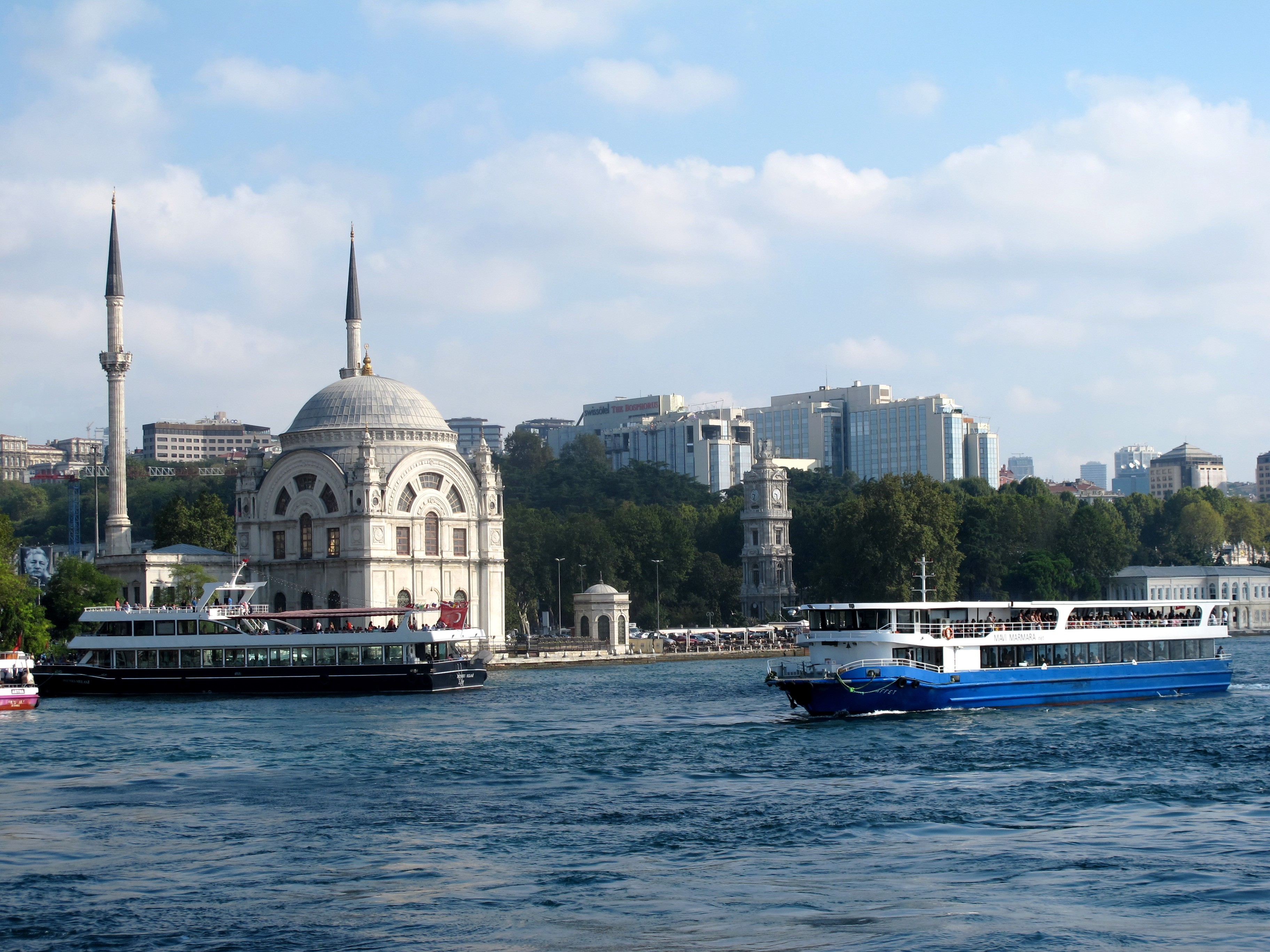
Vista de la Mezquita de Dolmabahçe desde el mar.